# Peter Angerer
Peter Angerer (n. 14 iulie 1959, Siegsdorf, Bavaria, Germania) este un biatlonist ce a reprezentat Germania de Vest, medaliat olimpic. A participat la 3 ediții ale Jocurilor Olimpice (1980, 1984, 1988) în care a câștigat o medalie de aur, două medalii de argint și două medalii de bronz.